# Cosmic Avenger
Cosmic Avenger (コズミックアベンジャー?, Kozumikku Abenjā) è uno sparatutto a scorrimento orizzontale per arcade edito da Universal nel 1981. Venne portato l'anno seguente (1982) esclusivamente per la console ColecoVision. Delle versioni per Intellivision e Atari 2600 erano pianificate ma furono cancellate per motivi sconosciuti.

## Modalità di gioco
Il giocatore prende il controllo del velivolo da combattimento Avenger, guidandolo attraverso un terreno scorrevole orizzontalmente e schivando gli ostacoli. L'obiettivo principale è guadagnare punti distruggendo le forze aliene. Il gioco è diviso in tre sezioni, ciascuna con il proprio terreno e ostacoli. Non c'è interruzione tra le sezioni; il gioco scorre nel nuovo terreno senza soluzione di continuità. Cosmic Avenger può essere giocato da uno o due giocatori, alternando i turni mentre la nave di ogni giocatore viene distrutta.
Un joystick muove la nave in otto direzioni e i pulsanti sparano laser e bombe per distruggere astronavi, missili antiaerei, carri armati e UFO. Un display radar nella parte superiore dello schermo mostra i nemici in arrivo. La nave non necessita di una scorta di carburante in costante esaurimento per essere rifornita, il che consente al giocatore di concentrarsi esclusivamente sui nemici. I nemici hanno modelli di comportamento specifici e possono scontrarsi tra loro. Man mano che la sessione procede, i nemici agiscono in modo più aggressivo e sparano a una velocità maggiore. Una "stazione X" appare occasionalmente a terra; se colpita, distrugge tutti i nemici visibili sullo schermo.
Se la nave del giocatore viene colpita dal fuoco nemico, si schianta contro il terreno, i nemici o qualsiasi raggio di esplosione, si perde una vita e si verrà rigenerati nel checkpoint più vicino raggiunto. Una volta perse tutte le vite, la partita finisce, anche se il giocatore può inserire crediti per continuare a giocare senza dover ricominciare dall'inizio.